# She's So Unusual: 30th Anniversary Tour
A She's So Unusual: 30th Anniversary Tour (também conhecida como She's So Unusual Tour) é a décima segunda turnê da artista norte-americana Cyndi Lauper. A turnê foi feita para marcar o aniversário de trinta anos do primeiro álbum de estúdio da intérprete, She's So Unusual. Iniciada em 12 de junho de 2013 em San Diego, Califórnia, a turnê passará pela América do Norte, Ásia e Austrália, sendo encerrada em 16 de novembro de 2013, em Ridgefield, Connecticut.

## Antecedentes
| “ | Tem sido um ano incrível para mim. Quando eu percebi que é também o aniversário do álbum que comecei minha carreira solo, eu sabia que era o momento perfeito para agradecer aos meus fãs por estarem comigo por tudo isso. Estou tão animado para executar She's So Unusual do começo ao fim, canção por canção, e eu mal posso esperar para ver todos! | ” |

A turnê foi anunciada através do site oficial de Lauper em 8 de abril de 2013.Apelidado como uma celebração para os fãs, os shows vão prestar homenagem ao álbum de estreia da cantora, lançado em 14 de outubro de 1983. Junto com a turnê, também foi anunciado que a intérprete iria escrever músicas para o musical Kinky Boots, que recebeu 13 indicações ao Tony Awards, vencendo 6 delas.Durante uma entrevista ao Big Morning Buzz Live, a cantora afirmou que ela nunca se viu fazendo uma turnê para comemorar e reviver os dias de glória.No entanto, ela se sentiu obrigada a agradecer a seus fãs por apoia-la em seus 30 anos de carreira. Ela disse que a turnê é "mais para seus fãs do que para ela mesma". Ela também revelou que ela irá executar todas as faixas do álbum, juntamente com seus outros hits. Em 3 de junho de 2013, Raymond J. Lee divulgou um vídeo de vários apresentadores de televisão e atores dublando seu hit "Girls Just Wanna Have Fun". O vídeo continha a participação de Kelly Ripa, Rosie O'Donnell, Whoopi Goldberg e Katie Couric, juntamente com o elenco de Kinky Boots, The Lion King, Cinderella, The Phantom of the Opera, Spider-Man: Turn Off the Dark e Chicago.

## Atos de abertura
- Hunter Valentine (América do Norte)[5]

## Set list
1. "Money Changes Everything"
2. "Girls Just Want to Have Fun"
3. "When You Were Mine"
4. "Time After Time"
5. "She Bop"
6. "All Through the Night"
7. "Witness"
8. "I'll Kiss You"
9. "He's So Unusual"
10. "Yeah Yeah"
11. "Hat Full Of Stars"
12. "Right Track, Wrong Train"

Encore
1. "I Drove All Night"
2. "Shine"
3. "Sex is in the Heel"
4. "True Colors"

Fonte:

## Datas da turnê
| Data                    | Cidade           | País             | Local                                   |                  |                  |
| América do Norte        | América do Norte | América do Norte | América do Norte                        | América do Norte | América do Norte |
| ----------------------- | ---------------- | ---------------- | --------------------------------------- | ---------------- | ---------------- |
| 12 de junho de 2013     | San Diego        | Estados Unidos   | Humphrey's Concerts by the Bay          |                  |                  |
| 13 de junho de 2013     | Los Angeles      | Estados Unidos   | Greek Theatre                           |                  |                  |
| 15 de junho de 2013     | Jacksonville     | Estados Unidos   | Britt Pavilion                          |                  |                  |
| 16 de junho de 2013     | Tacoma           | Estados Unidos   | Pantages Theater                        |                  |                  |
| 18 de junho de 2013     | Sacramento       | Estados Unidos   | Crest Theatre                           |                  |                  |
| 19 de junho de 2013     | Saratoga         | Estados Unidos   | Mountain Winery Amphitheatre            |                  |                  |
| 21 de junho de 2013     | Temecula         | Estados Unidos   | Pechanga Showroom Theater               |                  |                  |
| 22 de junho de 2013     | Scottsdale       | Estados Unidos   | Salt River Grand Ballroom               |                  |                  |
| 23 de junho de 2013     | Tucson           | Estados Unidos   | Fox Tucson Theatre                      |                  |                  |
| 25 de junho de 2013     | Austin           | Estados Unidos   | Waller Creek Amphitheatre               |                  |                  |
| 26 de junho de 2013     | Dallas           | Estados Unidos   | House of Blues                          |                  |                  |
| 28 de junho de 2013     | Houston          | Estados Unidos   | House of Blues                          |                  |                  |
| 29 de junho de 2013     | Biloxi           | Estados Unidos   | Hard Rock Live                          |                  |                  |
| 30 de junho de 2013     | Nova Orleães     | Estados Unidos   | House of Blues                          |                  |                  |
| 2 de julho de 2013      | Atlanta          | Estados Unidos   | Atlanta Symphony Hall                   |                  |                  |
| 3 de julho de 2013      | Carolina do Sul  | Estados Unidos   | North Charleston Performing Arts Center |                  |                  |
| 5 de julho de 2013      | Portsmouth       | Estados Unidos   | nTelos Wireless Pavilion                |                  |                  |
| 6 de julho de 2013      | Atlantic City    | Estados Unidos   | Etess Arena                             |                  |                  |
| 7 de julho de 2013      | Newark           | Estados Unidos   | New Jersey Performing Arts Center       |                  |                  |
| 9 de julho de 2013      | Massachusetts    | Estados Unidos   | Zeiterion Performing Arts Center        |                  |                  |
| 10 de julho de 2013     | Nova Iorque      | Estados Unidos   | Beacon Theatre                          |                  |                  |
| 12 de julho de 2013     | Port Chester     | Estados Unidos   | Capitol Theatre                         |                  |                  |
| 13 de julho de 2013     | Leynard          | Estados Unidos   | MGM Grand Theater                       |                  |                  |
| Ásia                    |                  |                  |                                         |                  |                  |
| 10 de agosto de 2013[A] | Osaka            | Japão            | Maishima Sports Island                  |                  |                  |
| 11 de agosto de 2013[A] | Chiba            | Japão            | Chiba Marine Stadium                    |                  |                  |
| Austrália               |                  |                  |                                         |                  |                  |
| 29 de agosto de 2013    | Melbourne        | Austrália        | Palais Theatre                          |                  |                  |
| 31 de agosto de 2013    | Canberra         | Austrália        | Royal Theatre                           |                  |                  |
| 2 de setembro de 2013   | Hobart           | Austrália        | Wrest Point Entertainment Centre        |                  |                  |
| 4 de setembro de 2013   | Adelaide         | Austrália        | Adelaide Festival Centre                |                  |                  |
| 6 de setembro de 2013   | Sydney           | Austrália        | Enmore Theatre                          |                  |                  |
| 7 de setembro de 2013   | Sydney           | Austrália        | Enmore Theatre                          |                  |                  |
| 9 de setembro de 2013   | Gold Coast       | Austrália        | Jupiters Theatre                        |                  |                  |
| 11 de setembro de 2013  | Brisbane         | Austrália        | QPAC Concert Hall                       |                  |                  |
| 14 de setembro de 2013  | Wollongong       | Austrália        | WIN Entertainment Centre                |                  |                  |
| América do Norte        |                  |                  |                                         |                  |                  |
| 18 de outubro de 2013   | Englewood        | Estados Unidos   | Bergen Performing Arts Center           |                  |                  |
| 19 de outubro de 2013   | Bóson            | Estados Unidos   | Wang Theatre                            |                  |                  |
| 20 de outubro de 2013   | Nova Iorque      | Estados Unidos   | Kupferberg Center for the Arts          |                  |                  |
| 22 de outubro de 2013   | Wilkes-Barre     | Estados Unidos   | Comerford Theater                       |                  |                  |
| 23 de outubro de 2013   | New Brunswick    | Estados Unidos   | State Theatre                           |                  |                  |
| 25 de outubro de 2013   | Lebanon          | Estados Unidos   | Lebanon Opera House                     |                  |                  |
| 26 de outubro de 2013   | Montreal         | Canadá           | Métropolis                              |                  |                  |
| 27 de outubro de 2013   | Toronto          | Canadá           | Massey Hall                             |                  |                  |
| 29 de outubro de 2013   | Madison          | Estados Unidos   | Capitol Theater                         |                  |                  |
| 30 de outubro de 2013   | Minneapolis      | Estados Unidos   | Mill City Nights                        |                  |                  |
| 1 de novembro de 2013   | Chicago          | Estados Unidos   | Chicago Theatre                         |                  |                  |
| 3 de novembro de 2013   | Greensburg       | Estados Unidos   | Palace Theatre                          |                  |                  |
| 5 de novembro de 2013   | Nashville        | Estados Unidos   | Andrew Jackson Hall                     |                  |                  |
| 6 de novembro de 2013   | Knoxville        | Estados Unidos   | Tennessee Theatre                       |                  |                  |
| 8 de novembro de 2013   | Clearwater       | Estados Unidos   | Ruth Eckerd Hall                        |                  |                  |
| 9 de novembro de 2013   | Hollywood        | Estados Unidos   | Hard Rock Live                          |                  |                  |
| 10 de novembro de 2010  | Orlando          | Estados Unidos   | House of Blues                          |                  |                  |
| 12 de novembro de 2013  | Charlotte        | Estados Unidos   | Belk Theater                            |                  |                  |
| 13 de novembro de 2013  | Washington, D.C. | Estados Unidos   | Warner Theatre                          |                  |                  |
| 15 de novembro de 2013  | Glenside         | Estados Unidos   | Keswick Theatre                         |                  |                  |
| 16 de novembro de 2013  | Ridgefield       | Estados Unidos   | Ridgefield Playhouse                    |                  |                  |

Festivais e outros espetáculos variados
A Este concerto faz parte do Festival Summer Sonic

### Faturamento
| Local                             | Cidade      | Bilhetes vendidos / Disponíveis | Receita  |
| --------------------------------- | ----------- | ------------------------------- | -------- |
| Greek Theatre                     | Los Angeles | 5,132 / 5,132 (100%)            | $237,528 |
| Waller Creek Amphitheatre         | Austin      | 2,181 / 2,200 (99%)             | $82,190  |
| New Jersey Performing Arts Center | Newark      | 1,876 / 2,742 (69%)             | $104,746 |
| Beacon Theatre                    | Nova Iorque | 2,796 / 2,796 (100%)            | $166,710 |